# Robert Tessier
Robert W. Tessier (Lowell, 2 giugno 1934 – Lowell, 11 ottobre 1990) è stato un attore statunitense.

## Biografia
Nato a Lowell nel Massachusetts, di origine Abenaki e francese, Tessier prestò servizio come paracadutista nella guerra di Corea, guadagnandosi sia una Silver Star che una Purple Heart. Tessier interpretò una serie di ruoli come cattivo sia in TV che al cinema. Tra i suoi ruoli più conosciuti spicca il minaccioso detenuto Connie Shokner nella film commedia sportiva Quella sporca ultima meta (1974) con Burt Reynolds. Recitò al fianco di Charles Bronson, nel ruolo di un combattente a mani nude, nel film L'eroe della strada (1975) e come cattivo principale in Io non credo a nessuno (1975).
Lavorò anche in altri film di svariati generi, sempre in ruoli di supporto o villain, tra i quali Guerriero rosso - la lunga vendetta Apache (1970), Doc Savage, l'uomo di bronzo (1975), Abissi (1977), Un altro uomo, un'altra donna (1977), Scontri stellari oltre la terza dimensione (1978), Jack del Cactus (1979), La corsa più pazza d'America (1981), La spada a tre lame (1982), The Lost Empire (1985), Angel Killer II - La vendetta (1985) e molti altri. Apparve anche sul piccolo schermo in molte serie TV.

## Morte
Tessier morì di cancro l'11 ottobre 1990, all'età di 56 anni.

## Filmografia

### Cinema
- Guerriero rosso - la lunga vendetta Apache (Cry Blood, Apache), regia di Jack Starrett (1970)
- Quella sporca ultima meta (The Longest Yard), regia di Robert Aldrich (1974)
- L'eroe della strada (Hard Times), regia di Walter Hill (1975)
- Io non credo a nessuno (Breakheart Pass), regia di Tom Gries (1975)
- Doc Savage, l'uomo di bronzo (Doc Savage: The Man of Bronze), regia di Michael Anderson (1975)
- Abissi (The Deep), regia di Peter Yates (1977)
- Un altro uomo, un'altra donna (Un autre homme, une autre chance), regia di Claude Lelouch (1977)
- Scontri stellari oltre la terza dimensione (Starcrash), regia di Luigi Cozzi (1978)
- Jack del Cactus (The Villain), regia di Hal Needham (1979)
- La corsa più pazza d'America (The Cannonball Run), regia di Hal Needham (1981)
- La spada a tre lame (The Sword and the Sorcerer), regia di Albert Pyun (1982)
- The Lost Empire, regia di Jim Wynorski (1985)
- Angel Killer II - La vendetta (Avenging Angel), regia di Robert Vincent O'Neill (1985)

### Televisione
- Kung Fu – serie TV, episodio 3x12 (1974)
- La casa nella prateria (Little House on the Prairie) – serie TV, episodio 1x22 (1975)
- Colorado (Centennial) – miniserie TV, 2 puntate (1978-1979)
- Starsky & Hutch – serie TV, episodi 4x18-4x19-4x20 (1979)
- Buck Rogers (Buck Rogers in the 25th Century) – serie TV, episodi 1x06-1x07 (1979)
- Cuore e batticuore (Hart to Hart) – serie TV, episodio 1x08 (1979)
- Hazzard (The Dukes of Hazzard) – serie TV, episodio 2x14 (1980)
- L'incredibile Hulk (The Incredible Hulk) – serie TV, episodio 3x15 (1980)
- Vega$ – serie TV, episodio 3x04 (1980)
- Fantasilandia (Fantasy Island) – serie TV, episodio 5x04 (1981)
- CHiPs – serie TV, episodio 6x02 (1982)
- Il mio amico Ricky (Silver Spoons) – serie TV, episodio 1x07-4x22 (1982-1986)
- Manimal – serie TV, episodio 1x06 (1983)
- A-Team (The A-Team) – serie TV, episodi 1x08-3x25 (1983-1985)
- Master (The Master) – serie TV, episodio 1x07 (1984)
- Magnum P.I. – serie TV, episodio 5x09 (1984)
- Spenser (Spenser: For Hire) – serie TV, episodio 1x10 (1985)
- Storie incredibili (Amazing Stories) – serie TV, episodio 1x21 (1986)
- Troppo forte! (Sledge Hammer!) – serie TV, episodio 1x18 (1987)
- Detective Stryker (B.L. Stryker) – serie TV, episodio 1x04 (1989)
- Scuola di football (1st & Ten) – serie TV, episodio 5x14 (1990)